# Стів Сміт (легкоатлет)
Стів Сміт  (англ. Steve Smith, 29 березня 1973) — британський легкоатлет, олімпійський медаліст.

## Виступи на Олімпіадах
| Олімпіада      | Дисципліна       | Місце |
| -------------- | ---------------- | ----- |
| Барселона 1992 | стрибки у висоту | 12    |
| Атланта 1996   | стрибки у висоту | 3     |